# Маршак, Роберт
Ро́берт Ю́джин Марша́к (англ. Robert Eugene Marshak; 11 октября 1916, Бронкс, Нью-Йорк — 23 декабря 1992, Канкун, Кинтана-Роо, Мексика) — американский физик.
Член Национальной академии наук США (1958).

## Биография
Родился в семье еврейских иммигрантов из Минска Гарри и Розы Маршак. Мать работала швеёй, отец — закройщиком (позже — уличным зеленщиком). В 1939—1970 гг. преподавал в Рочестерском университете (с 1949 г. — профессор), в 1970—1979 — президент Нью-Йоркского университета (Стони Брук), с 1979 г. — профессор Политехнического института в Блэксбурге (Виргиния). В 1942—1943 гг. работал в радиационной лаборатории Массачусетского технологического института, в 1943—1944 гг. — в Монреальской, а в 1944—1946 гг. — в Лос-Аламосской лабораториях.
Работы по ядерной физике и физике элементарных частиц, в частности мезонной физике, теории слабого взаимодействия. Исследовал источники энергии звезд, атомных ядер, диффузию нейтронов.
В 1940 г. идею о взаимодействии нуклонов через испускание и поглощение пар частиц применил к мезонным парам, в 1947 вместе с X. Бете предсказал существование двух различных типов мезонов. 
В 1957 выступил организатором I Рочестерской конференции (ICHEP).
В 1957 вместе с Э. Сударшаном (независимо от М. Гелл-Манна и Р. Фейнмана) разработал универсальную теорию слабых взаимодействий. В 1959 г. совместно с С. Окубо постулировал лептон-адронную аналогию, а в 1960—1961 гг. предложил нелинейную теорию элементарных частиц.

## Семья
- Жена (с 1943 года) — Рут Гап (1915—1996), учительница.
  - Дочь — Энн Маршак-Ротштейн (род. 1950), профессор иммунологии в отделении микробиологии Бостонского университета[8][9].
  - Сын — Стивен Маршак (род. 1955), профессор геологии в Иллинойсском университете в Урбане-Шампейне[10].